# Leptosphaeria lonicerae
Leptosphaeria lonicerae är en svampart som tillhör divisionen sporsäcksvampar, som först beskrevs av François Fautrey och som fick sitt nu gällande namn av Lennart Holm. 
Leptosphaeria lonicerae ingår i släktet Leptosphaeria och familjen Phaeosphaeriaceae. Arten är reproducerande i Sverige.